# Стельмах Юрій Васильович
Юрій Васильович Стельмах (5 січня 1947, село Грицьків, тепер Хмельницького району Хмельницької області) — радянський діяч, голова Городоцького райвиконкому Хмельницької області, голова правління агрофірми «Україна» села Лісоводи Городоцького району Хмельницької області. Член Центральної контрольної комісії КПРС у 1990—1991 роках.

## Життєпис
У 1965—1970 роках — причіплювач тракторної бригади, інструктор із спортивно-масової роботи колгоспу імені Димитрова Городоцького району Хмельницької області.
Член КПРС з 1969 року.
У 1970—1972 роках — 2-й секретар Городоцького районного комітету ЛКСМУ Хмельницької області.
У 1971 році закінчив Всесоюзний сільськогосподарський інститут заочної освіти.
У 1972—1974 роках — 1-й секретар Городоцького районного комітету ЛКСМУ Хмельницької області.
У 1974—1979 роках — відповідальний організатор, завідувач сектору ЦК ЛКСМУ в Києві.
У 1979—1988 роках — заступник голови правління, секретар партійної організації колгоспу «Україна» Городоцького району Хмельницької області; голова правління колгоспу імені Островського Городоцького району Хмельницької області.
У 1988—1990 роках — голова виконавчого комітету Городоцької районної ради народних депутатів Хмельницької області.
З лютого 1990 року — голова правління агрофірми «Україна» села Лісоводи Городоцького району Хмельницької області.
Подальша доля невідома.